# Lysá nad Labem-Dvorce
Lysá nad Labem-Dvorce – przystanek kolejowy w miejscowości Lysá nad Labem, w kraju środkowoczeskim, w Czechach. Znajduje się na wysokości 185 m n.p.m.
Jest zarządzany przez Správę železnic. Na przystanku nie ma możliwości zakupu biletów, a obsługa podróżnych odbywa się w pociągu.

## Linie kolejowe
- 072 Lysá nad Labem – Ústí nad Labem